# Théodore Beck
Pour les articles homonymes, voir Beck.
Jean Théodore Beck, né le 8 juillet 1839 à Oberseebach et mort à Paris le 16 juillet 1936,  est un pasteur et germaniste français. Il a dirigé l'École alsacienne (1891-1922).

## Biographie
Fils du pasteur luthérien Jean Beck et de Sophie Julie Roehrich, il fait ses études à la faculté de théologie protestante de Strasbourg et à l'université de Genève, et les complète par un séjour d'études à Tübingen et Heidelberg. Il soutient une thèse de baccalauréat intitulée « L'idée attachée au mot Esprit dans l'Ancien Testament », sous la direction d'Édouard Reuss, en 1862 à Strasbourg, et devient pasteur à Colmar, Muttersholtz, Masevaux puis à l'église de langue française saint-Nicolas de Strasbourg. Il épouse Marie Chevallier.
Il fonde un cours pour adultes à Muttersholtz et un pensionnat de filles à Strasbourg. Il doit quitter l'Alsace en 1880, en raison de son engagement en faveur de la France, et s'installe à Paris, où il recouvre la nationalité française en 1882. Il se classe premier à l’agrégation d'allemand et enseigne cette discipline à l'École alsacienne, dont il devient le deuxième directeur en 1891, succédant à Frédéric Rieder. 
Il participe à la fondation de la Société historique du VIe arrondissement de Paris dont il est membre de 1898 à 1919. Ses insignes de la Légion d'honneur lui sont remis par deux personnalités du protestantisme, Jules Siegfried pour les insignes d'officier, et Georges Bonét-Maury pour les insignes de commandeur.

## Publications
- Cours d'allemand, avec Adolphe Bossert :
  - Les Mots allemands groupés d'après le sens
  - Les Mots allemands groupés d'après l'étymologie
  - Grammaire élémentaire de la langue allemande
  - Lectures allemandes, morceaux choisis et leçons de choses, avec des notes et un vocabulaire
  - Le Premier livre d'allemand
- Mes souvenirs 1890-1922, Paris, Fischbacher, 1934, 220 p.

## Hommages et distinctions
- 1929 : commandeur de la Légion d'honneur[6].
- 1894 : officier de l'Instruction publique
- Une école de Paris porte son nom[7].